# 西目インターチェンジ
西目インターチェンジ（にしめインターチェンジ）は、鹿児島県阿久根市西目で事業中の南九州西回り自動車道（阿久根川内道路）のインターチェンジである。名称は仮称である。
2014年3月までの仮称は「阿久根インターチェンジ」であったが、それまでの鶴川内インターチェンジ（仮称）が2015年3月に阿久根インターチェンジとして供用され、2015年度に阿久根川内道路が事業化された際に、仮称が「西目インターチェンジ」とされた。

## 道路
- E3A 南九州西回り自動車道（阿久根川内道路）

## 沿革
- 2005年（平成17年）12月 : 阿久根IC（仮称：鶴川内IC）から西目IC（仮称：阿久根IC）までの区間の都市計画が決定する[2]。
- 2014年（平成26年）7月 : 西目IC（仮称：阿久根IC）から薩摩川内水引ICまでの区間の都市計画が決定する[2]。
- 2015年（平成27年）度 : 西目IC（仮称）を含む阿久根ICから薩摩川内水引ICまでの区間が阿久根川内道路として事業化[3]。
- 2018年（平成30年）10月 :  西目IC（仮称）を含む阿久根ICから薩摩川内水引ICまでの区間が着工する。
- 未定 : 阿久根IC - 薩摩川内水引IC間開通に伴い供用開始予定。

## 接続する道路
- 国道3号（予定）

## 周辺
- 阿久根市街
- 阿久根大島
- 番所丘公園
- 阿久根市立西目小学校

## 隣
E3A 南九州西回り自動車道（阿久根川内道路）
阿久根IC - 西目IC（仮称・事業中） - 大川IC（仮称・事業中）